# Ulica Trakt Lubelski w Warszawie
Trakt Lubelski – ulica w dzielnicy Wawer i w Warszawie. Łączy ulicę Płowiecką z Wałem Miedzeszyńskim. Jest drogą powiatową.
W latach 2019–2020 przebudowano odcinek ulicy od ul. Borków do ul. Skalnicowej.